# Фердинанд Порше
Фердинанд Порше (Вратиславице, 3. септембар 1875 — Волфсбург, 30. јануар 1951), аустријски аутомобилски инжењер.

## Детињство и породица
Поршеови су имали петоро деце: две ћерке и три сина. Поршеов отац је желео да најстарији син преузме његов посао, али он је погинуо у несрећном случају док је радио као помоћник у радњи. Фердинанд је, као другорођени син, морао је да преузме посао свог оца..
Порше је почео да ради у фабрици свог оца када је имао петнаест година. Приликом посете фабрици тепиха у селу, пажњу му је привукла прва електрична сијалица коју је видео у животу. Порше је био задивљен тиме што је фабрика била осветљена као на пуној дневној светлости, иако је напољу била мркла ноћ. Показао је велику жељу да сазна више o тајанственој светлости. Порше је сваког дана одлазио у фабрику тепиха да од пословође Гинског сазна што више појединости о фабричким операцијама. Његовом оцу се то није свидело и желео је да се његов син држи заната свога оца. Порше је на тавану куће почео тајно да прави електрична кола, користећи делове које је пажљиво скупљао.
У то време радници, како одрасли, тако и деца, напорно су радили дванаест сати дневно. Поршеова мајка Ана побринула се да заштити његове тајне таванске активности, док га једног дана Антон није ухватио на делу. Поршеов отац је на крају завршио са мањом опекотином на нози, изазваној сумпорном киселином из батерије, коју је бесно ударио док је утрчавао у собу. Његова мајка која је тајно подржавала синовљеве пројекте, предложила му је да оде у школу у Беч. Због велике удаљености Беча, отац се снажно супротставио тој идеји, али је на крају прихватио да његов син похађа Царску техничку школу у Рајхенбергу. Поршеов отац се тако сложио да његов син настави да студира електротехнику. Иако изразито строг као послодавац, Антон је као отац препознао дечаков таленат. Тако је Порше започео своје студије радећи преко дана у очевој радионици и путујући свако вече осам километара до школе.

## Одлазак у Беч
Враћајући се кући једне вечери, Поршеов отац, Антон, био је изненађен заслепљујућим светлом које је допирало из његове куће. Порше је управо био завршио конструкцију сопственог електричног генератора и инсталирао је електрично осветљење у целој кући. Пошто је село било мало, светло које је Порше произвео видело се из далека. Неколико дана касније, Гински је посетио Поршеа и предложио његовим родитељима да га пошаљу на студије електротехнике на Универзитету у Бечу. Антон је до тада већ био свестан дечакове надарености тако да му је од свег срца дозволио да започне своје путовање. Са осамнаест година, уз помоћ Гинског, Порше је добио посао код Беле Егера, произвођача електричних апарата из Беча.
Порше се по доласку у Беч ипак осећао усамљен због свог порекла и нагласка, међутим охрабрење и подршку је добијао од библиотекарке по имену Алојзија Јохана Кес, у компанији у којој је радио.
Порше би одлазио у библиотеку свог послодавца да позајми књиге из физике и математике. Убрзо му се допала Алојзија, чији је отац такође био занатлија из Чешке. Проводили су дане шетајући бечким улицама, а она му је била водич. Сусрети са Алојзијом су имали велики утицај на будућност Поршеа и на будућност целе аутомобилске индустрије. Једног дана, када се са Алојзијом као и обично шетао, заједно су отишли у Индустријски музеј у коме је било безброј кола које Порше никад раније није видео. Један експонат му је нарочито привукао пажњу. Била су то кола која је направио Зигфрид Маркус, 1875. године. Проблем са овим експонатом је био што мотор који је Маркус уградио у њих био превише мали, те није био довољно јак и кола нису могла да се крећу.
Порше је тада први пут схватио да неко мора да направи мотор који је довољно јак да покрене аутомобил. Од тада почиње да се интересује за музеје овог типа и начине производње мотора са вучном снагом једног коња.
Порше је у то време дошао до бројних идеја које је компанија у којој је радио искористила да олакша рад фабричке опреме. Његов таленат је добио заслужено признање када му је понуђена висока позиција шефа експерименталног и контролног одељења. Радио је у компанији настављајући истовремено своје универзитетске студије и проводећи слободно време као истраживач мотора.
Године 1898. Порше се на позив председника компаније придружује организацији Јакоб Лохнер & Цо. У то време аутомобили доживљавају брзу експанзију у Европи постајући успешна замена за кочије са коњском запрегом. Компанија Јакоб Лохнер, водећи произвођач таквх кочија, осећајући опасност од најновијих достигнућа основала је сопствено аутомобилско одељење 1896. Након што се придружио компанији, Порше је постао помоћни дизајнер и почео је озбиљно да проучава дизајн аутомобила. Компанија Колумбија Електрик Кар већ је у Сједињеним Државама направила пет стотина електричних аутомобила, који су показали бројне недостатке. Порше је употребио метод узастопне апроксимације да уклони недостатке ових кола. За само два месеца направио је возило са називом Лохнер-Порше које је касније било приказано на Светској изложби у Паризу 1900. године, на којој је порше освојио Велику награду. То је био такође био први аутомобил у историји са погоном на сва четири точка. Путовао је овим колима од Беча до Париза са просечном брзином од 14,5 km/h. После Светске изложбе у Паризу, Порше је забележио победу на брдско брзинском релију у Семерингу са просечном брзином од 40 km/h. Завршио је трку за десетину времена које је било потребно претходним победницима те трке.
Године 1923, када је имао 42 године, Порше је прешао у седиште компаније Дајмлер Моторен Геселшафт у Штутгарту, у Немачкој, где ће касније радити као главни инжењер. Немачка се још није била опоравила од пораза у Првом светском рату, борећи се и даље са хиперинфлацијом. Порше је у овим околностима нашао мотивацију за напоран рад како би створио кола високоих перформанси, показујући целом свету снагу немачке технологије. Али, био је суочен са проблемом који нипошто није очекивао: са расном дискриминацијом. Штудгарт је представљао упориште конзервативизма и имао снажну тежњу ка одбацивању странаца. Изразито поносни на своју земљу, Немачку, становници овог града су окренули леђа Чеху Фердинанду Поршеу. У овом новом, непријатељском окружењу, ни почасни докторат Техничког универзитета у Бечу, ни бројни претходни успеси нису много значили. Био је изложен отвореној дискриминацији. Без обзира на потешкоће са којима се сусрео, Порше се није препустио очајању, нити је одустао од свог циља. Био је уверен да може да стекне њихово поштовање ако буде створио заиста задивљујући аутомобил.
Мерцедес је био „слика“ компаније Дајмлер. Порше је унапредио Мерцедес 1924. године, додајући му дволитарски четвороцилиндрични мотор и учествујући са новим колима у релију Тарга Форио на Сицилији. Конкуренција је учествовала са неким од најбољих италијанских аутомобила као што је Алфа Ромео и Фијат. Сви су очекивали да релијем доминира алфа ромео, али Дајмлеров модел, који је возио Порше, заузео је водећу позицију. Порше је тако успео да освоји трофеј на велико задовољство Немаца, поносних на то што немачки ауто може да однесе убедљиву победу. По повратку из Италије, Порше је добио још један почасни докторат од Технолошког универзитета у Штудгарту, и такође добио захтев да потпише документ који ће променити његов статус од почасног грађанина у пуно држављанство. На тај начин је Порше успео да искористи свој таленат да превазиђе етничке предрасуде.

## Пакт са диктатором
Адолф Хитлер је постао немачки канцелар 1933. године. Присуствовао је једној изложби аутомобила која је касније те године организована у Берлину и обећао да ће зарад немачке ауто-индустрије укинути порез на кола који оптерећивао становништво и да ће изградити ауто-путеве. Хитлер се убрзо састао са Поршеом и затражио му да направи јефтин и компактан ауто за немачки народ: Фолксваген. Хитлер је имао политичку мотивацију за развој ових кола, што Порше није знао. Услови за развој фолксвагена били су јасни: он ће у року од 10 месеци месечно добијати средства за развој у укупном износу од двадесет хиљада марака. Дана 17. јануара 1934. године, Порше је објавио концепт Фолксвагена. Порше истовремено потписује уговор са Државним савезом аутомобилске индустрије. Његов план подразумевао је кола са мотором од 1250 cc и потрошњом од осам литара бензина на сто километара, која достижу брзину од сто километара на сат и могу да сместе возача, његову жену и децу. Порше је претворио своју гаражу у Штутгарту у фабрику и његових дванаест запослених је почело да ради на пројекту. На крају је возило, прототип Фолксваген 3, био спреман. Пробна вожња од 50 km обављена је у јесен 1936.